# Sybaris ictericus
Sybaris ictericus is een keversoort uit de familie van oliekevers (Meloidae). De wetenschappelijke naam van de soort is voor het eerst geldig gepubliceerd in 1817 door Gyllenhal in C. J. Schoenherr.